# ETCS signalgeführt
Als ETCS signalgeführt (ESG) wird von DB InfraGO die deutsche Umsetzung von ETCS Level 1 in Betriebsart Limited Supervision bezeichnet.

## Grundfunktion
Das System ESG wurde so entworfen, dass es eine mit PZB 90 vergleichbare Sicherheit und Streckenleistungsfähigkeit erbringt. Es setzt auf der mit ETCS Baseline 3 neu hinzugekommenen Betriebsart Limited Supervision (LS) auf. Dabei werden keine Führungsgrößen im DMI angezeigt, sondern es wird anhand der Außensignale gefahren. Im Gleis werden sogenannte Datenpunkte installiert, die aus zumeist zwei Eurobalisen bestehen. Die erste Balise des Pärchens dient dabei als Markierungsbalise und ist eine ungesteuerte Festdatenbalise, die zweite Balise wird zumeist durch eine LEU gesteuert. Die Anordnung aus zwei Balisen ermöglicht eine Ausfalloffenbarung (wenn eine der beiden Balisen eines Datenpunkts nicht gelesen werden kann, erfolgt eine Sicherheitsreaktion) und eine Richtungserkennung (also ob der Datenpunkt in der aktuellen Fahrtrichtung relevant ist). Wenn beide Balisen eines Datenpunkts nicht lesbar sind, erfolgt keine Reaktion. Dies ist sicherheitlich vergleichbar mit anderen punktförmigen Zugbeeinflussungen, wo ein fehlender Gleismagnet ebenfalls zu keiner Reaktion des Fahrzeugs führt.

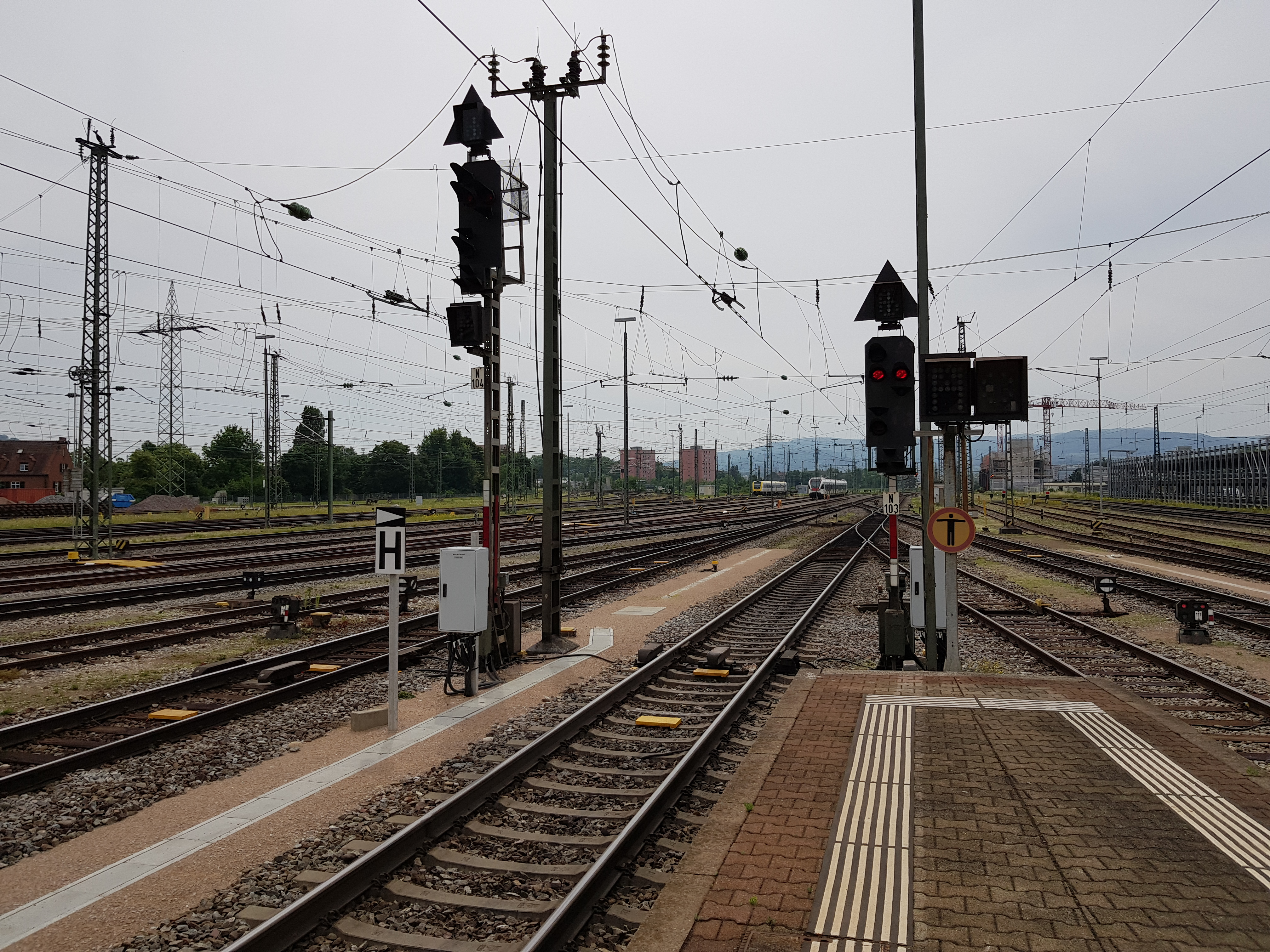
Hauptsignaldatenpunkte im Bahnhof Basel Bad Bf (zusätzlich sind an den Signalen Gleismagnete der PZB und Integra-Signum vorhanden).

Die drei grundlegenden Datenpunkttypen (Vorsignal- (VS), Aufwerte- (AW) und Hauptsignaldatenpunkt (HS)) spiegeln die Ausrüstung mit PZB-Gleismagneten. Ein Vorsignaldatenpunkt befindet sich am Standort eines Vorsignales, ein Aufwertedatenpunkt auf Höhe eines 500-Hz-PZB-Magnetes etwa 250 m vor einem Hauptsignal, und ein Hauptsignaldatenpunkt am Standort eines Hauptsignals. Bei einem Hauptsignal mit Vorsignalisierung übernimmt der Hauptsignaldatenpunkt gleichzeitig die Funktion eines Vorsignaldatenpunkts, er wird dann als Mehrabschnittssignaldatenpunkt (MS) bezeichnet. Bei unbeeinflusster Fahrt (am Hauptsignal wird Fahrt mit Streckengeschwindigkeit oder ab 100 km/h aufwärts zugelassen) übertragen alle drei Datenpunkte eine pauschalierte ETCS-Fahrterlaubnis mit 32,767 km Länge und einer vom Bremswegabstand der Strecke abhängigen Höchstgeschwindigkeit (160 km/h bei 1000 m Bremswegabstand, 140 km/h bei 700 m Bremswegabstand, 80 km/h bei 400 m Bremswegabstand). Dabei wird die tatsächliche Streckenhöchstgeschwindigkeit nicht betrachtet, und die Einhaltung der örtlich zulässigen Höchstgeschwindigkeit obliegt wie bei der bisherigen punktförmigen Zugbeeinflussung dem Triebfahrzeugführer. Verschiedene weitere, innerhalb einer ETCS-Fahrterlaubnis an das Fahrzeug übermittelbare Informationen werden nicht genutzt oder pauschaliert (so wird zum Beispiel immer eine Streckenneigung von 0 Promille und ein Gefahrpunktabstand von einem Meter hinter dem Hauptsignal übermittelt). Dieser Ansatz wurde gewählt, um keine vertiefte Vermessung der Strecke notwendig zu machen.
Vor einem Hauptsignal mit Fahrtbegriff von 70 km/h oder weniger (einschließlich Haltstellung) übermittelt der vorliegende Vorsignaldatenpunkt ein ETCS-Paket 52 (Permitted Braking Distance). Dies löst auf dem Fahrzeug die Berechnung einer Bremskurve aus, die in Abhängigkeit vom Bremsvermögen des Zuges beispielsweise bei einem Bremswegabstand der Strecke von 1000 m so beschaffen ist, dass der Zug 725 m hinter dem Vorsignaldatenpunkt noch 325 m Restbremsweg zum Stillstand hat. Der kommandierte Bremsweg ist somit zunächst etwas länger als der Bremswegabstand der Strecke. Dies wurde aus Gründen der Erhaltung der Streckendurchlassfähigkeit so gewählt. Die vom Fahrzeug überwachte Bremskurve ist nicht mehr wie bei PZB 90 in drei Stufen fest (obere/mittlere/untere PZB-Zugart), sondern wird individuell aus dem als Zugdaten eingegebenen Bremsvermögen des Zuges berechnet.
Wird der Aufwertedatenpunkt erreicht, so übermittelt dieser, wenn das Hauptsignal einen Fahrtbegriff von 40 km/h oder mehr zeigt, eine Fahrterlaubnis wie bei unbeeinflusster Fahrt und bricht damit eine eventuell laufende Bremskurve ab, so dass gegebenenfalls wieder beschleunigt werden kann. Bei einem Haltbegriff am Hauptsignal kürzt der Aufwertedatenpunkt hingegen die Fahrterlaubnis auf 270 Meter hinter seinem Standort ein und übermittelt eine Freigabegeschwindigkeit von 25 km/h, mit der an das Hauptsignal herangefahren werden kann, auch wenn der Fußpunkt der Bremskurve noch vor dem Hauptsignal liegen würde. Im Sonderfall eines Fahrtbegriffs von 30 km/h oder weniger am Hauptsignal übermittelt der Aufwertedatenpunkt eine passende Langsamfahrstelle, die 50 m vor dem Hauptsignal beginnt und am Hauptsignal endet.
Eine Aufwertung per Euroloop ist nicht vorgesehen.
Ein Hauptsignaldatenpunkt an einem haltzeigenden Hauptsignal übermittelt eine Fahrterlaubnis, deren Geschwindigkeit auf 0 km/h gesetzt ist, und damit beim Überfahren zu einer sofortigen Zwangsbremsung führt. Dies entspricht der Funktion eines 2000-Hz-Gleismagnetes der PZB.
Auf die Quittierung von Geschwindigkeitsreduzierungen durch den Triebfahrzeugführer wird (anders als bei PZB mit der dortigen Wachsam-Taste) verzichtet, weil die Überwachung allein durch Bremskurven als ausreichend angesehen wird.

## Weitere Funktionen

### Transitionen
Transitionen sind von und zur PZB sowie von und zu ETCS Level 2 möglich. ESG-Strecken sind derzeit immer auch mit PZB-Gleismagneten ausgerüstet. Eine Doppelausrüstung mit ESG und ETCS Level 2 ist nicht vorgesehen. Eine Dreifachausrüstung mit PZB, LZB und ESG ist konzeptionell möglich. Dabei besteht die Besonderheit, dass die LZB aufgrund ihrer kontinuierlichen Überwachung des Zuges gegenüber ESG als sicherungstechnisch höherwertiges Zugbeeinflussungssystem gilt und deshalb bevorzugt zu nutzen ist. Da ein direkter Übergang von ESG zu LZB technisch nicht möglich ist, muss ein ESG-Zug mit funktionsfähiger LZB-Fahrzeugeinrichtung vor der möglichen Aufnahme in die LZB-Führung zunächst auf PZB übergehen, und von dort aus dann weiter zur LZB.
Für den Fall einer fehlgeschlagenen Transition von ESG zu einem anderen Zugbeeinflussungssystem müssen Rückfallmaßnahmen vorgesehen werden. Wenn beispielsweise der Wechsel zu ETCS Level 2 scheitert, ist die erste Rückfallebene ein hilfsweiser Übergang zur PZB. Falls es sich um eine Level-2-ohne-Signale-Strecke (L2oS) handelt, würde dann die örtlich vorhandene Zufahrtsicherung der L2oS-Strecke greifen. Falls auch der Übergang zur PZB scheitert, würde der Zug durch Ablauf seiner Fahrterlaubnis am nächsten Hauptsignal gestoppt.
Die Rückfallebene bei einer fehlschlagenden Transition zur PZB wird durch einen sogenannten Stopp-Datenpunkt (ST) gebildet. Dieser Datenpunkt ist der letzte in der ESG-Strecke und wird vom Fahrzeug nur noch ausgewertet, wenn der vorher kommandierte Levelwechsel zur PZB nicht stattgefunden hat.

### Absicherung beginnender Reisezüge

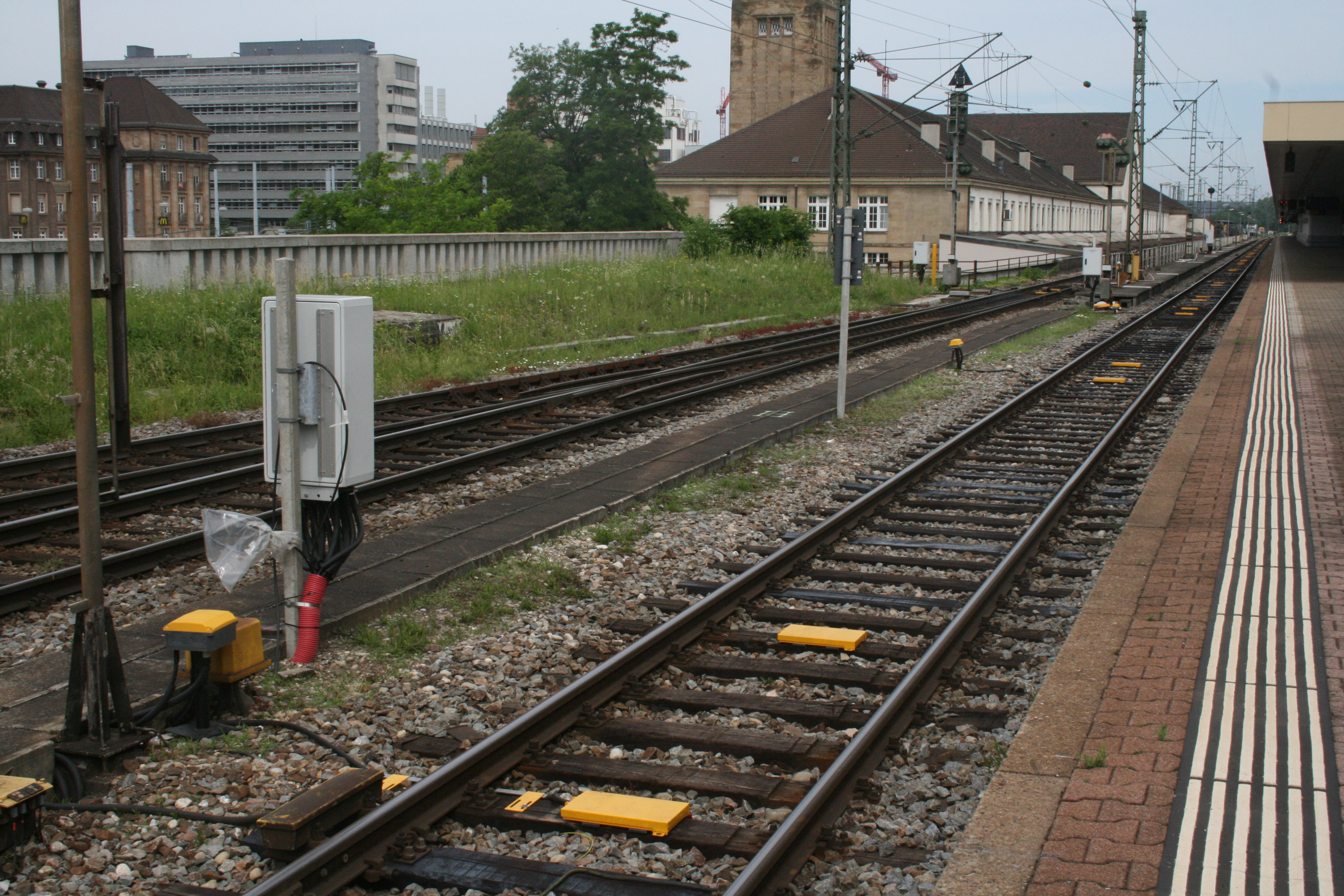
Überwiegend aus Aufstart-Datenpunkten bestehender „Balisenteppich“ in Basel Badischer Bahnhof

Damit beginnende Reisezüge bei unzulässiger Anfahrt gegen ein haltzeigendes Signal den Gefahrpunkt hinter dem Signal nicht erreichen, werden Bahnsteiggleise mit Aufstartdatenpunkten ausgerüstet, wenn sich der Startplatz der Reisezüge zwischen einem Aufwertedatenpunkt (AW) und dem zugehörigen Hauptsignal befindet. Wie ein Aufwertedatenpunkt kürzt auch ein Aufstartdatenpunkt die Fahrterlaubnis auf den Standort des haltzeigenden Hauptsignals ein. Bei Fahrtbegriff am Hauptsignal verhält sich der Aufstartdatenpunkt ebenfalls wie ein Aufwertedatenpunkt und bricht eine laufende Bremskurve ab. Dadurch ergibt sich als Nebeneffekt eine geringe Erhöhung der Streckenleistungsfähigkeit im Vergleich mit der PZB 90, wenn das Hauptsignal für einen durchfahrenden Zug verspätet in Fahrtstellung kommt. Bei einer unzulässigen Anfahrt gegen Halt soll jeder Reisezug entweder einen Aufwerte- oder mindestens einen Aufstartdatenpunkt überfahren, damit er vor Erreichen des Gefahrpunkts hinreichend abgebremst wird.
Bei nach älterem Regelwerk geplanten ESG-Strecken existierten sechs verschiedene Untertypen von Aufstartdatenpunkten, die sich jeweils in der parametrierten Entfernung zum Hauptsignal unterschieden (zwischen 187 und 24 m). In neueren Planungen wird nur noch eine reduzierte Ausstattung mit in der Regel nur noch 1 bis 2 Aufstartdatenpunkten angesetzt.

### Bahnübergänge
Für ESG relevant sind nur Bahnübergänge der Überwachungsart Üs. Falls die Bahnübergangssicherungsanlage nicht eingeschaltet hat, wird dem Zug am Standort des Überwachungssignals eine Langsamfahrstelle mit 5 km/h auf dem Bahnübergang übermittelt. Zur Begrenzung des Ortungsfehlers der Fahrzeug-Odometrie liegt 380 m vor dem Bahnübergang ein verketteter Ortungsdatenpunkt GLI. Am Bahnübergang liegt ein Rücknahme-Datenpunkt (BRI), der die Langsamfahrstelle widerruft.
Die Ausrüstung von Bahnübergängen erfordert nach neuerem Regelwerk (aufgrund der Verkettung und der potenziell unterschiedlichen Abstände des Überwachungssignals vom Bahnübergang) immer eine individuelle Projektierung der beteiligten Datenpunkte. In älteren Planungen kam hingegen noch eine Lösung zum Einsatz, die in einfach gelagerten Fällen allein mit typisierten Standarddatenpunkten auskam, und jedem Zug vorsorglich eine Langsamfahrstelle kommandierte, die bei ordnungsgemäß gesichertem Bahnübergang dann zurückgenommen wurde.

## Nationale Werte
Der Emergency Brake Confidence Level (EBCL) ist im ESG auf 3 gesetzt. Damit entstehen bei Zügen im Gamma-Bremsmodell im Vergleich zum deutschen ETCS Level 2 kürzere Bremswege. Die im Lambda-Bremsmodell mögliche Unterscheidung der Bremskurven-Korrekturfaktoren zwischen Reisezügen und Güterzügen wird genutzt, ebenso wie die Unterscheidungsmöglichkeit zwischen besser und schlechter bremsenden Reisezügen. Die Nutzung der Führungskurve für verschleißarmes Bremsen wird per Nationalem Wert aus Leistungsfähigkeitsgründen ausgeschlossen, und auch um keine Bremswege zu erzeugen, die länger als der Vorsignalabstand sind. Ein solcher Zug würde praktisch direkt nach Aufnahme eines Vorsignaldatenpunkts die Schnellbremseinsatzkurve überschreiten und deshalb zwangsgebremst werden. Reisezüge müssen deshalb mindestens 66 Bremshundertstel erreichen, Güterzüge 47 Bremshundertstel. Überschreitungen der Schnellbremseinsatzkurve führen wie unter PZB 90 zu einer Zwangsbremsung bis zum Stillstand (die ersten ESG-Strecken im Grenzgebiet zur Schweiz waren vor Inbetriebnahme zunächst so parametriert, dass es wie im deutschen ETCS Level 2 nur zu einer bei Unterschreitung der Sollkurve selbstlösenden Zwangsbremsung kam – dies wurde noch vor der Inbetriebnahme geändert, um ein einheitliches betriebliches Regelwerk für PZB- und ESG-Zwangsbremsungen zu haben).

## Ausgerüstete Strecken
Im Rahmen eines Gestattungsvertrages installierte Siemens um das Jahr 2010 eine etwa 22 km lange Prototypinstallation zwischen Hangelsberg und Fürstenwalde auf der Strecke Berlin – Frankfurt (Oder). Hiermit und mit einer ebenfalls von Siemens installierten Teststrecke in der Schweiz konnte der Nachweis korrekter Funktionalität der damals noch in Erarbeitung befindlichen, für ESG relevanten Inhalte der ETCS-Baseline 3 erbracht werden. Dieser Prototyp wurde nach Ende der Erprobungen außer Betrieb genommen.
Als erste mit der endgültigen ESG-Version ausgerüstete Strecken in Deutschland wurden am 8. August 2019 Abschnitte im Grenzgebiet zur Schweiz in Betrieb genommen (Knoten Basel, Bahnhof Konstanz, Erzingen – Schaffhausen – Singen). Die dortigen ESG-Balisen enthalten auch Datenpakete für die schweizerischen Zugbeeinflussungssysteme Euro-Signum und Euro-ZUB. Die Inbetriebnahme erfolgte auf Betreiberverantwortung und unter Auflagen. Zur Beseitigung der Auflagen muss ein aktualisiertes Planungsregelwerk umgesetzt werden. ESG soll zwischen dem 5. Dezember 2021 und Dezember 2023 aufgrund einer „Migrationsphase auf die neue ETCS L1 LS Version“ nicht genutzt werden können, seine Verwendung wird explizit untersagt. Die Ausrüstung wurde durch Thales realisiert.
Um Erfahrungen für den großräumigen Einbau auf dem ERTMS-Korridor A (Niederländische Grenze – Ruhrgebiet – Rhein/Main – Karlsruhe – Schweizer Grenze) zu gewinnen, wurden drei Vorprojekte mit verschiedenen Signalbaufirmen angestoßen: In Hilden mit Ansaldo STS, in Ingelheim mit Thales und in Koblenz-Ehrenbreitstein mit Siemens. Im August 2020 wurden die Ausrüstungsaufträge für die Teilprojekte in den Netz-Regionalbereichen West und Mitte des Korridors A vergeben. Dabei gingen je drei Lose an Thales und Siemens. Diese Vorprojekte wurden noch nicht in Betrieb genommen (Stand: August 2024).
Der Bundesrepublik Deutschland ist nicht bekannt, welche ESG-Projekte zwischenzeitlich eingestellt wurden und zu welchen Kosten und Zeitverzögerungen dies führte. Der „Levelschwenk von ETCS Level 1 auf Level 2“ sei „projektspezifisch (…) und keine bundesweite Entscheidung.“
Bis 2019/2020 verfolgte Planungen, Teile von Stuttgart 21 mit ESG auszurüsten, wurden im Rahmen des Digitalen Knotens Stuttgart verworfen.